# Акулонаволоцкая
Акулонаволоцкая — деревня в Шенкурском районе Архангельской области. Входит в состав муниципального образования «Ровдинское».

## География
Деревня расположена в южной части Архангельской области, в таёжной зоне, в пределах северной части Русской равнины, в 60 километрах на юг от города Шенкурска, на обеих берегах реки Суланда, притока Пуи. Ближайшие населённые пункты: на северо-востоке деревня Новиковская.
Часовой пояс
Акулонаволоцкая, как и вся Архангельская область, находится в часовой зоне МСК (московское время). Смещение применяемого времени относительно UTC составляет +3:00.

## Население
| 2002 | 2010 | 2012 |
| ---- | ---- | ---- |
| 4    | →4   | ↘2   |

## История
Указана в «Списке населённых мест по сведениям 1859 года» в составе Шенкурского уезда(1-го стана) Архангельской губернии под номером «2081» как «Акуловская». Насчитывала 10 дворов, 43 жителя мужского пола и 40 женского.
В «Списке населенных мест Архангельской губернии к 1905 году» деревня Окуловская(Лунки) насчитывает 12 дворов, 60 мужчин и 70 женщин.  В административном отношении деревня входила в состав Суландского сельского общества Ровдинской волости.
На 1 мая 1922 года в поселении 15 дворов, 29 мужчин и 38 женщин.
Ввиду частых неурожаев в деревне была построена часовня святого великомученника Власия.